# Kqueue
kqueue 是一种可扩展的事件通知接口。2000 年 7 月发布的 FreeBSD 4.1 中首次引入了 kqueue，随后也被 NetBSD、OpenBSD、macOS 等操作系统支持。
kqueue 在内核与用户空间之间充当输入输出事件的管线。因此在事件循环的迭代中，进行一次 kevent(2) 系统调用不仅可以接收未决事件，还可以修改事件过滤器。